# Hexatoma (Eriocera) infixa
Hexatoma (Eriocera) infixa is een tweevleugelige uit de familie steltmuggen (Limoniidae). De soort komt voor in het Oriëntaals gebied.